# Museum der Johann-Strauss-Dynastie
Het Museum der Johann-Strauss-Dynastie is een museum in Wenen. Het richt zich op de familie Strauss van musici, met Johann Strauss sr. aan het hoofd, zijn zoons Johann jr., Josef en Eduard, en zijn kleinzoon Johan III.
De inhuldiging van het museum vond plaats op 15 maart 2015 en de daadwerkelijke opening aan het begin van april van dat jaar. De initiatiefnemer is de cultuurvereniging Wiener Blut. De curator en directeur is de eraan gelieerde hoogleraar Helmut Reichenauer. Een groot deel van de collectie is afkomstig uit zijn verzameling die hij in twintig jaar bijeen heeft gebracht.
De collectie vertelt de familiegeschiedenis van drie generaties componisten van wals- en marsmuziek en operettes. Het bestaat uit een vaste collectie van 1800 stukken met memorabilia als schilderijen, foto's en documenten. Hieronder bevinden zich achthonderd eerste uitgaven voor pianomuziek. Daarnaast zijn er verschillende audiostations waar de muziek van de componisten beluisterd kan worden. Verder worden wisselende exposities vertoond, wordt eens in de vier jaar een almanak voor de leden uitgegeven, zijn er geregeld lezingen en worden concerten georganiseerd.
In Wenen staat ook nog de Johann Strauss Wohnung dat gewijd is aan het werk en leven van Johann Strauss jr.

## Galerie

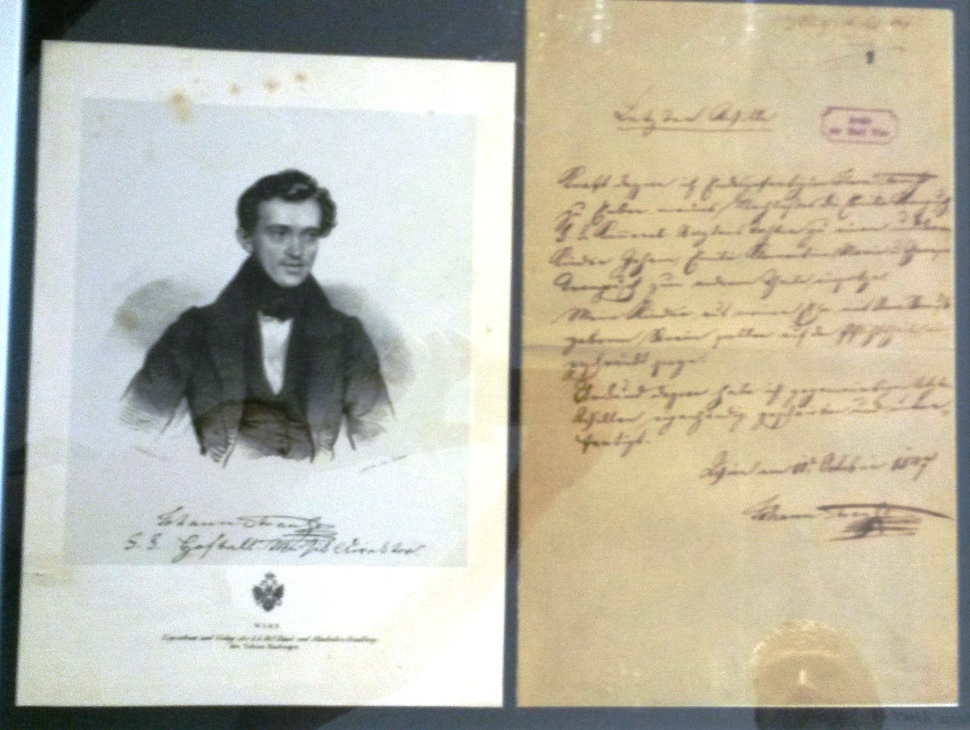
Testament van Johann Strauss sr.
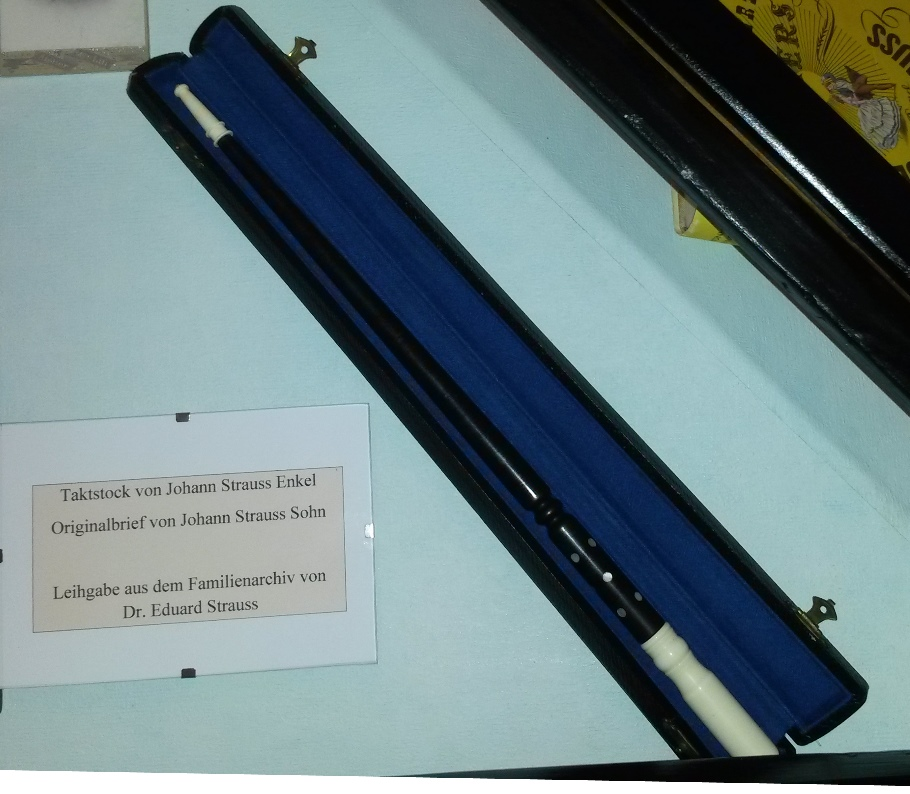
Dirigeerstok van Johann Strauss III